# Шапел сир Ердр
Шапел сир Ердр (фр. Chapelle-sur-Erdre) је насељено место у Француској у региону Лоара, у департману Атлантска Лоара.
По подацима из 2011. године у општини је живело 17.443 становника, а густина насељености је износила 521,93 становника/km².

## Демографија
| 1962. | 1968. | 1975. | 1982.  | 1990.  | 2011.  |
| ----- | ----- | ----- | ------ | ------ | ------ |
| 2.525 | 2.878 | 5.858 | 12.246 | 14.830 | 17.443 |